# Эбель, Фриц
Фриц Эбель (нем. Fritz Ebel; 21 апреля 1835, Лаутербах, Гессен — 20 декабря 1895, Дюссельдорф) — немецкий художник-пейзажист.

## Биография
В 1857—1862 годах обучался в художественной академии в Карлсруэ под руководством Иоганна Вильгельма Ширмера. С 1862 жил в Дюссельдорфе, работал в качестве внештатного художника.

## Творчество
Пейзажист. На своих картинах, главным образом, изображал лесные ландшафты немецких Центральных гор (Фогельсберг, Рён, Шпессарт). Известен, как певец немецкого леса. Особой популярностью пользовались пейзажи с видами Альпийских гор, северной Германии и юга Франции. Его ранние произведения созданы художником под влиянием позднего романтизма, более поздние работы выполнены в духе реализма. В конце творческой деятельности Эбеля заметно влияние импрессионизма.
В 1884 году за картины, выставленные в Лондоне в галерее Crystal Palace Фриц Эбель получил бронзовую медаль.

## Галерея
|  |  |  |